# Kevin Jörg

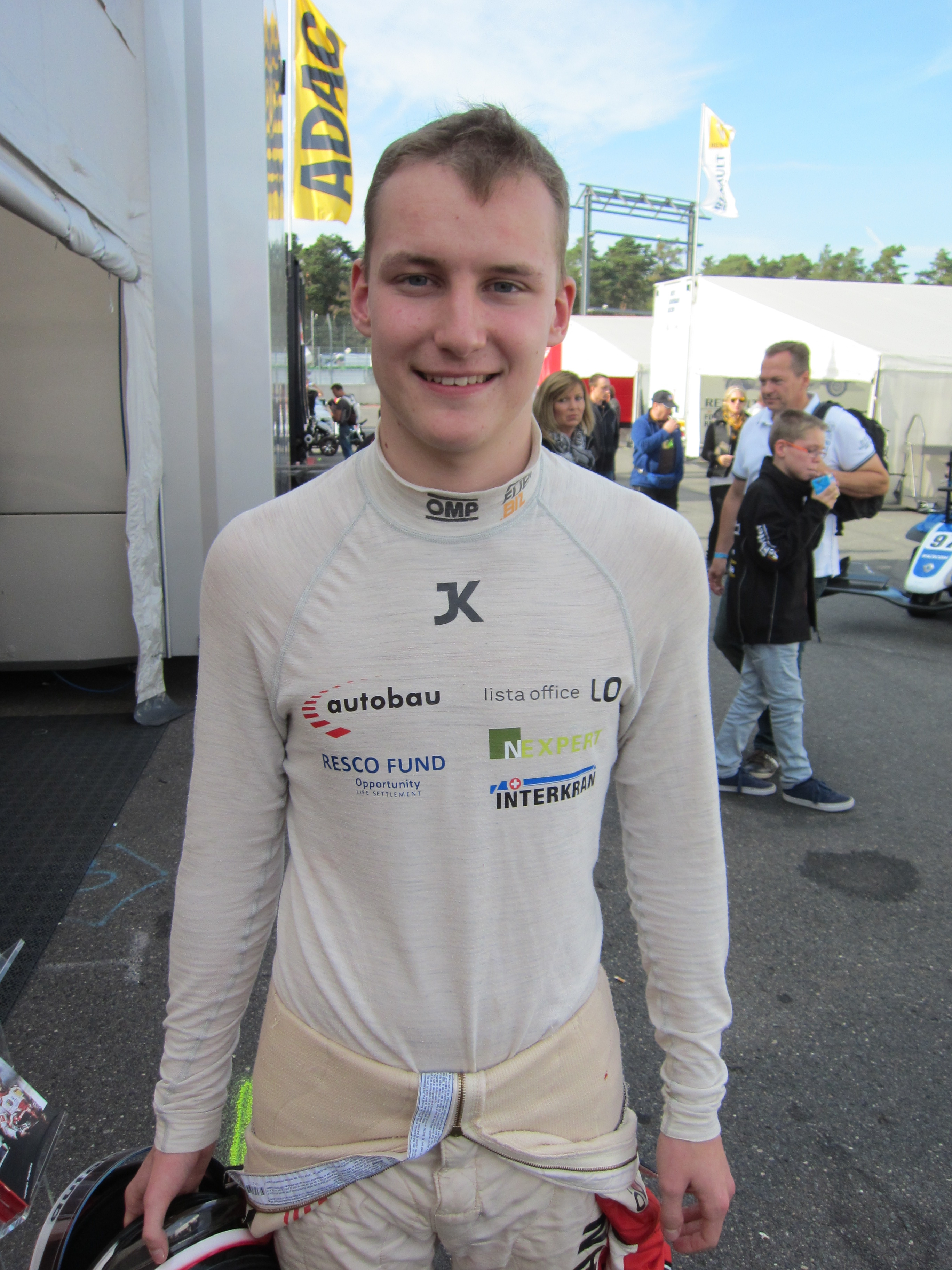
Kevin Jörg, 2015

Kevin Jörg (* 11. September 1995) ist ein ehemaliger Schweizer Automobilrennfahrer. Er fuhr u. a. in der GP3-Serie.

## Karriere
Jörg begann seine Motorsportkarriere 2007 im Kartsport, in dem er bis 2010 aktiv blieb. 2011 wechselte er in den Formelsport und wurde Vierter im Formel BMW Talent Cup, einem Ausbildungswettbewerb. Darüber hinaus startete er in regulären Meisterschaften. Er nahm an zwei Veranstaltungen der Formel Abarth und an einer der Formula LO teil. 2012 startete Jörg für Jenzer Motorsport in der Formel Abarth. Mit sechs Podest-Platzierungen schloss er die Saison auf dem sechsten Gesamtrang ab. Ferner ging Jörg zu zwei Rennen der nordeuropäischen Formel Renault für Daltec Racing an den Start und bestritt für EPIC Racing zwei Gaststarts im Formel Renault 2.0 Eurocup.
2013 blieb Jörg bei Jenzer Motorsport und wechselte in die alpine Formel Renault. Er wurde dreimal Dritter und erreichte als bester Fahrer seines Rennstalls den vierten Gesamtrang. Ausserdem beendete er den Formel Renault 2.0 Eurocup auf den 23. Gesamtrang. 2014 bestritt Jörg seine zweite Saison im Formel Renault 2.0 Eurocup für Josef Kaufmann Racing. Mit einem Sieg verbesserte er sich auf den sechsten Platz in der Fahrerwertung. Ausserdem nahm Jörg für Josef Kaufmann Racing an einigen Rennen der nordeuropäischen Formel Renault teil. Dabei wurde er mit zwei Siegen 13. in der Gesamtwertung. 2015 blieb Jörg bei Josef Kaufmann Racing im Formel Renault 2.0 Eurocup. Er gewann ein Rennen und wurde Gesamtdritter. Dabei war er punktgleich mit seinem Teamkollegen Louis Delétraz, der weil er mehr Siege erzielt hatte, Zweiter war. In der nordeuropäischen Formel Renault gewann Jörg zwei Rennen. Er unterlag auch hier Delétraz und wurde mit 305 zu 378 Zweiter in der Fahrerwertung.
2016 wechselte Jörg zu DAMS in die GP3-Serie. Mit einem vierten Platz als bestem Ergebnis erreichte er den 14. Gesamtrang. In der GP3-Serie 2017 ging Jörg für Trident an den Start, wo er am Ende den 12. Platz belegte. Sein bestes Ergebnis war ein 3. Platz am Hungaroring.

## Statistik

### Karrierestationen
| - 2007–2010: Kartsport - 2011: Formel BMW Talent Cup (Platz 4) - 2011: Formel Abarth, Europa (Platz 19) - 2011: Formel Abarth, Italien (Platz 22) - 2011: Formula LO (Platz 12) - 2012: Formel Abarth (Platz 6) | - 2012: Nordeuropäische Formel Renault (Platz 47) - 2013: Formel Renault 2.0 Eurocup (Platz 23) - 2013: Alpine Formel Renault (Platz 4) - 2014: Formel Renault 2.0 Eurocup (Platz 6) - 2014: Nordeuropäische Formel Renault (Platz 13) | - 2015: Formel Renault 2.0 Eurocup (Platz 3) - 2015: Nordeuropäische Formel Renault (Platz 2) - 2016: GP3-Serie (Platz 14) - 2017: GP3-Serie (Platz 12) |

### Einzelergebnisse in der GP3-Serie
| Jahr | Team           | 1   | 2   | 3   | 4   | 5   | 6   | 7   | 8   | 9   | 10  | 11  | 12  | 13  | 14  | 15  | 16  | 17  | 18  | Punkte | Rang |
| ---- | -------------- | --- | --- | --- | --- | --- | --- | --- | --- | --- | --- | --- | --- | --- | --- | --- | --- | --- | --- | ------ | ---- |
| 2016 | DAMS           | ESP | ESP | AUT | AUT | GBR | GBR | HUN | HUN | GER | GER | BEL | BEL | ITA | ITA | MAS | MAS | UAE | UAE | 26     | 14.  |
| 2016 | DAMS           | 5   | 7   | 13  | 14  | 15  | 11  | 10  | 9   | 14  | 10  | 11  | DNF | NC  | 12  | 12  | 11  | 4   | 8   | 26     | 14.  |
| 2017 | Trident Racing | ESP | ESP | AUT | AUT | GBR | GBR | HUN | HUN | BEL | BEL | ITA | ITA | ESP | ESP | UAE | UAE |     |     | 28     | 12.  |
| 2017 | Trident Racing | 13  | 9   | 11  | 9   | 9   | 7   | 7   | 3   | 10  | 8   | 9   | C   | 20  | 18  | 9   | 7   |     |     | 28     | 12.  |